# イダセイコ
イダ セイコ（本名:井田 聖子、1979年11月15日 - ）は千葉県白子町出身のシンガーソングライターである。2006年徳間ジャパンコミュニケーションズよりメジャーデビュー。

## 略歴
- 2000年- 千葉ANGAとラジオ日本の企画に参加。ラジオ日本賞を受賞。ラジオ日本の番組出演を果たす。毎週土曜日に路上ライブを始める。  島村楽器「HOTLINE 2000」千葉大会に出場。
- 2001年- 夏、将来の事を考えて唄うのを止める。 秋、学校をやめて唄う事にする。  VOICE OF HEAVENにヴォーカルとして参加。
- 2002年- 都内・千葉県内で積極的にライブ活動を展開。  バンド活動と平行してソロ活動もこなす。
- 2003年-  VOICE OF HEAVEN解散。  千葉の親子三代夏祭り「夢レボリューション」で準優勝。  ソロ活動再開。  「sound contest」でベストヴォーカル賞受賞。
- 2004年-  2月、初ツアー。関東近県、山梨など、10カ所をまわる。  bayfm「JAM PUNCH」で8000票を集めて勝利。「横浜HOOD 04」のファイナリストをつとめる。
- 2005年-  2月、2度目のツアー敢行。  5月より本格的に路上ライブを開始する。  7月、BIG TIME MUSIC RECORDS（発売元：徳間インディーズ）より3曲入りCD「井田聖子」発売。  9月23日、千葉ANGAにて初のワンマンライブを行う。
- 2006年-  3月21日、渋谷CHELSEA HOTELにて都内初のワンマンライブを行う。  4月、白子町青少年センター・ホールで、ワンマンライブを行う。  6月、メジャーデビュー・ミニアルバム「井田屋」をリリース。  収録曲の「ハタラキアリ」が、bayfmの7月度ミッドナイト・パワープレイや、関西テレビ「音エモン」の8月度一押し曲に決定。  同じく「道標」が、テレビ朝日/朝日放送系TV「旅サラダ」のエンディング・テーマ（7〜9月）や、チバテレビ「MUSIC-03　〜ミュージック・ゼロサン〜」の10月度オープニング・テーマとしてO.Aされる。  12月、2ndミニアルバム「井田屋2」リリース。 発売記念“イダセイコ年忘れ大宴会”を品川ステラボールで開催。  収録曲「Special Thanks」のPVは路上ライブをドキュメンタリーで収録、パソコンTV「GyAO」の ビデオクリップ番組で視聴者ランキング1位を獲得。
- 2007年-  6月6日、3rdミニアルバム「井田屋3」リリース。 7月に収録曲「ラストシーン」が日本テレビ系TV『歌スタ！』エンディング・テーマとしてオンエアされる。原宿アストロホールでのワンマンライブ「納涼712（ナイツ）」、その後9月〜12月は新宿サクトでマンスリーワンマンライブに挑戦。
- 2008年-  5月21日、アコースティックアルバム「がんばりすぎなくていいよ〜心の処方箋〜」をリリース。  6月21日、高田馬場ESPミュージカルアカデミーにてトーク＆ライブショー「井田端会議 Vol.1」開催。月1回の遠征路上ライブもスタート。
- 2009年-  5月20日、アルバム「あなたと私」をリリース。
- 2010年-  9月15日、3曲入りCD「イダセイコ」(蒼海の詩（わだつみのうた）)リリース。
- 2015年-  3月、れすとらん邪夢にてワンマンライブ定期開催スタート(毎月第2木曜日)  5月、横芝光小学校の音楽集会に歌いに行き感動、「合言葉」をつくる。  「合言葉」のCD制作資金の調達にクラウドファンディングを活用。7月、目標金額に到達。  11月、吉川忠英氏のアレンジと演奏でレコーディングを行う。
- 2016年-  2月、「合言葉」CDが完成。  このCDをもってショッピングモールや、道の駅など、様々な場所でのライブをスタート。  3月、2015年12月に れすとらん邪夢 にて行われたライブ音源より、限定CD「OH WHAT A NIGHT」をリリース。  7月よりフェスティバルウォーク蘇我にて音楽イベント「アコースティックホリデー」、「FesFes 2016」を主宰。10月、かずさFM 83.4 「みなのばハッピープレイス」（日曜日12:00-15:00）第3週 パーソナリティとなる。
- 2017年-  1月21日、千葉県文化会館にてサポートメンバーに吉川忠英氏、川瀬正人氏を迎えワンマンライブ「Harucome Live 2017」を行う。1月15日「合言葉」を配信開始。続いて配信限定で1月21日「追憶の海」、1月28日「たんぽぽ」、2月4日「キラキラ星」と4週連続で配信リリース。３月、"イダセコと行く吉川忠英プチ千葉ツアー「房総族」（ボウソウゾク）” "を行う。3月より千葉市動物公園の動物たちをモチーフに作詞曲した「どうぶつのうた」CDを各所で無料配布開始。8月2日、セルフプロデュースによるアルバム「うたたねうた」をリリース。収録曲「想い出の海」が銚子市旅館組合「ラストサマー2017」テーマソングに決定。　10月、「どうぶつのうた」振付完成、11月に千葉市動物公園にて開催されたZOOフェスタにおいて振付けを初披露。
- 2018年-　2月15日、「どうぶつのうた」CD、DVDセットを千葉市に寄贈。千葉市内園・保育所等に配布される。7月、千葉県芝山町の病気で枯れた芝山公園の桜を復活させたいというチャリティ活動に向け「さくら」を書き下ろす。　7月-9月、日没の時間帯に合わせ、夕焼けと音楽を共有するライブ「SHARE THE 3S 2018」（3S=SEA,SONG,SUNSET）を開催。
- 2019年-　2月9日、千葉市生涯学習センターにてサポートメンバーに吉川忠英氏、川瀬正人氏　ERI NAGAYAMA氏を迎えワンマンライブ「Harucome Live 2019」を開催。　3月、吉川忠英氏とライブツアーin千葉2019春"房総族（ボウソウゾク）" を行う。

## ディスコグラフィー

### シングル
- 井田聖子（2005年7月27日）「井田聖子」名義

1. ナンテイオウ
2. アイシテル
3. 海へ行こう

- イダセイコ（2010年9月15日）

1. 蒼海の詩
2. しあわせの種
3. プレゼント

- 合言葉（2016年1月-）

1. 合言葉
2. 合言葉（instrumental.ver）

### シングル（配信）
- 合言葉（2017年1月15日）
- 追憶の海（2017年1月21日、配信限定）
- たんぽぽ（2017年1月28日、配信限定）
- キラキラ星（2017年2月4日、配信限定）

### アルバム
- III度の火傷  「井田聖子」名義

1. III度の火傷
2. 手紙
3. 海
4. 非鳥
5. 中里海岸

- ohana  「井田聖子」名義

1. 星に願いを
2. 道標
3. いつも
4. 花として
5. 声
6. 生活
7. ララバイ

- 井田屋（2006年6月28日）

1. 店主ごあいさつ
2. ハタラキアリ
3. 道標　（ABCテレビ「朝だ!生です旅サラダ」エンディングテーマ）
4. 非鳥
5. 声
6. ララバイ
7. 中里海岸

- 井田屋2（2006年12月13日）

1. 店主ごあいさつ（イダセイコ台詞）
2. にわとりの夢
3. 恋はボウリング
4. 海　（「十六銀行」CMソング）
5. 君しか見えない
6. 矛盾
7. 夜色星
8. Special Thanks
9. 井田屋のテーマ 〜冬季限定バージョン〜

- 井田屋3（2007年6月6日）

1. マーガレット
2. がんばりすぎなくていいよ
3. ラストシーン
4. ビタミン=メロディ
5. 初恋
6. 手紙

- がんばりすぎなくていいよ〜心の処方箋（2008年5月21日）

1. がんばりすぎなくていいよ（08ver）
2. 明日の矢印〜戦い続ける君へ贈るメッセージ〜
3. ふりだしの場所で見上げた青い空
4. 雪化粧
5. Birthday Song
6. 逃した獲物の力をお見せします
7. 夜色星（acoustic ver）

- あなたと私（2009年5月20日）

1. あなたと私
2. OFF
3. サクラ
4. 幸福の駅
5. 三日月のゆりかご
6. 春夏秋冬(はるなつあきふゆ)
7. 愛とは

- うたたねうた（2017年8月2日）

1. 花
2. 追い越し車線は空いてますよ
3. 想い出の海
4. 夢で逢えたら
5. おやすみのうた
6. あなたと私（忠英とイダver.） ボーナストラック

### ライブアルバム
- OH WHAT A NIGHT（2016年3月）

1. prologue
2. がんばりすぎなくていいよ
3. Moon River
4. 三日月のゆりかご
5. Super Star
6. Special Smile
7. プレゼント

### 映像作品
- 合言葉（DVD）（2016年1月-）

1. 合言葉
2. 合言葉（instrumental.ver）
3. 合言葉（Let's sing!.ver）